# Stella's Last Weekend
Stella's Last Weekend é um filme de comédia norte-americano de 2018 escrito e dirigido por Polly Draper e estrelado por seus filhos, Nat Wolff e Alex Wolff.

## Elenco
- Nat Wolff como Jack.
- Alex Wolff como Oliver
- Polly Draper como Sally, que é a mãe de Jack e Oliver.
- Paulina Singer como Violet, namorada de Oliver.
- Nick Sandow como Ron, namorado de Sally.

## Produção
Draper escreveu e dirigiu o filme, e o produziu ao lado de Ken H. Keller e Caron Rudner-Keller, sob o selo Related Pictures. As principais filmagens aconteceram em Brooklyn, Nova Iorque. O marido de Draper, o músico de jazz Michael Wolff, compôs a partitura e a música tema. Seus filhos Nat Wolff e Alex Wolff também escreveram e interpretaram canções apresentadas no filme.

## Recepção
No agregador de críticas Rotten Tomatoes, o filme tem um índice de aprovação de 65% com base em 20 críticas, com uma classificação média de 5,7/10. No Metacritic, o filme tem uma pontuação média de 60/100, com base em seis críticos, indicando "críticas mistas ou médias". Nell Minow do RogerEbert.com concedeu ao filme três estrelas. Tom Keogh do The Seattle Times concedeu-lhe uma estrela e meia de quatro. Jeffrey M. Anderson da Common Sense Media deu ao filme três estrelas de cinco.